# Justo Figuerola

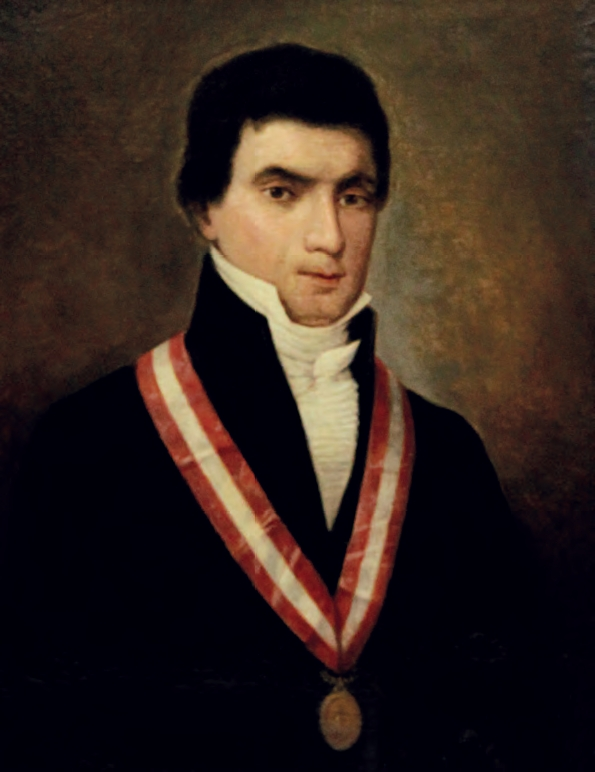
Justo Figuerola.

Justo Figuerola (Justo Figuerola de Estrada), född 18 juni 1771 i Lambayeque, död 23 maj 1854 i Lima, var president i Peru under två korta perioder, några dagar under 1843 och som hastigast 1844.
| Presidenttid: 1843 |                           |
| Företrädare:       | Juan Francisco de Vidal   |
| Efterträdare:      | Manuel Ignacio de Vivanco |

| Presidenttid: 1844 |                 |
| Företrädare:       | Manuel Menéndez |
| Efterträdare:      | Manuel Menéndez |